# Dorylomorpha extricatoides
Dorylomorpha extricatoides är en tvåvingeart som beskrevs av David Edward Albrecht 1990. Dorylomorpha extricatoides ingår i släktet Dorylomorpha och familjen ögonflugor.
Artens utbredningsområde är North Carolina. Inga underarter finns listade i Catalogue of Life.